# Маркелівка
Марке́лівка — (колишня назва Марцелювка (пол. Marcelówka)) село в Україні, у Оваднівській сільській громаді Володимирського району Волинської області. Населення становить 97 осіб. Кількість дворів  — 30.

## Історія
У 1906 році колонія Вербської волості Володимир-Волинського повіту Волинської губернії. Відстань від повітового міста 7 верст, від волості 5. Дворів 90, мешканців 612.
12 червня 2020 року, відповідно до розпорядження Кабінету Міністрів України № 708-р «Про визначення адміністративних центрів та затвердження територій територіальних громад Волинської області», увійшло до складу Оваднівської сільської територіальної громади.
19 липня 2020 року, в результаті адміністративно-територіальної реформи та ліквідації  Володимир-Волинського району(1940—2020), село увійшло до новоутвореного Володимир-Волинського району (від 18 липня 2022 Володимирського).

## Населення
Згідно з переписом УРСР 1989 року чисельність наявного населення села становила 107 осіб, з яких 50 чоловіків та 57 жінок.
За переписом населення України 2001 року в селі мешкало 96 осіб. 100 % населення вказало своєю рідною мовою українську мову.